# ميخائيل إليوت (مخرج)
ميخائيل إليوت (بالإنجليزية: Michael Elliott)‏ هو مخرج بريطاني، ولد في 26 يونيو 1931 في لندن في المملكة المتحدة، وتوفي في 30 مايو 1984.

## وصلات خارجية
- مايكل إليوت على موقع IMDb (الإنجليزية)
- مايكل إليوت على موقع قاعدة بيانات الفيلم (الإنجليزية)